# 钱雨晴
钱雨晴（1964年10月—），女，汉族，江苏无锡人，中华人民共和国政治人物。现任上海市人民检察院副检察长、检察委员会委员。第十四届全国政协委员。